# Dapsona
A dapsona, também conhecida como diaminodifenil sulfona (DDS), é um antibiótico da classe das sulfonas, comumente usado em combinação com a rifampicina e a clofazimina para o tratamento da Hanseníase. É uma segunda linha de medicação para o tratamento e prevenção de pneumocistose e para a prevenção da toxoplasmose em pessoas portadoras de imunodeficiência. Além disso, tem sido utilizado para acne, dermatite herpetiforme e várias outras condições de pele. A dapsona está disponível tanto para uso tópico quanto oral.
Efeitos colaterais graves podem incluir: uma diminuição nas células do sangue, degradação das células vermelhas no sangue, especialmente naqueles com Deficiência em glucose-6-fosfato desidrogenase (G-6-PD), ou hipersensibilidade. Efeitos colaterais comuns incluem náuseas e perda de apetite. Outros efeitos colaterais incluem inflamação do fígado e diversas erupções cutâneas. Embora não seja totalmente clara a segurança do uso durante a gravidez, alguns médicos recomendam que seu uso seja contínuo em pacientes com hanseníase.
A dapsona foi inicialmente estudada como um antibiótico em 1937. A sua utilização para a hanseníase começou em 1945. Está na Lista de Medicamentos Essenciais da Organização Mundial de Saúde, os medicamentos mais necessários, eficazes e seguros em um sistema de saúde. A forma oral está disponível como um medicamento genérico e possui preços acessíveis.